# La Voisin
Catherine Monvoisin o Montvoisin, nacida Deshayes (París, Francia, 5 de octubre de 1640 - París, 22 de febrero de 1680), conocida como La Voisin, fue una bruja, adivina y envenenadora profesional francesa. Fue la cabecilla de una red de adivinos en París que se dedicaba a la distribución de veneno y a la realización de servicios mágicos, además de organizar misas negras. Con varios aristócratas entre sus clientes, La Voisin se convirtió en la figura central del conocido como asunto de los venenos. Su organización fue presumiblemente responsable de entre 1000 muertes, pero se cree que pudieron haber sido 2500 muertes en total.

## Biografía

### Inicios
Catherine Deshayes contrajo matrimonio con Antoine Monvoisin, joyero y mercader de seda propietario de una tienda en Pont-Marie (París). Cuando su esposo se arruinó, La Voisin mantuvo a la familia dedicándose a la práctica de la quiromancia y la lectura de rostros. Además de ganarse la vida como adivina, ejerció como partera, dedicándose posteriormente a practicar abortos. Su negocio como adivina pronto la llevó a fabricar y vender supuestas pociones y amuletos mágicos, organizando misas negras y distribuyendo afrodisíacos y ungüentos.
A finales de la década de 1660, La Voisin se había convertido en una rica y famosa adivina con clientes entre la alta aristocracia francesa. Entre éstos se encontraban Olimpia Mancini, condesa de Soissons; María Ana Mancini, duquesa de Bouillon; Elizabeth, condesa de Gramont, y François-Henri de Montmorency, duque de Luxemburgo.
Residió en Villeneuve-sur-Gravois, donde atendía a sus clientes a diario, entreteniendo también a la alta sociedad parisina con fiestas nocturnas en su jardín.  La Voisin, además, asistía regularmente a los servicios religiosos del abad de Sant-Amour, director de la Universidad de París, mientras que la madrina de su hija era Madame de la Roche-Guyon.
La Voisin mantuvo a toda su familia, compuesta por su marido, su madre y sus cuatro hijos. Se dice que tuvo al menos seis amantes: el verdugo Andre Guillaume, Monsieur Latour, vizconde de Cousserans, el conde de Labatie, el alquimista Blessis, el arquitecto Fauchet y el brujo Adam Lesage.  Este último trató de convencer a La Voisin para que matase a su marido, pero ésta, tras haber empezado a envenenarlo, decidió abortar el proceso.
La Voisin estaba interesada en la ciencia y la alquimia, motivo por el cual financió varios negocios y proyectos privados, siendo objeto de algunas estafas.  Al parecer tenía problemas de alcoholismo, había sido violada por Latour y se había visto envuelta en disputas con su principal rival, la envenenadora Marie Bosse.

### Práctica de abortos
Aparentemente, La Voisin empezó a practicar abortos, por aquel entonces ilegales, valiéndose de su condición de partera, encontrándose entre sus clientes algunos miembros de la aristocracia. Tuvo una red de proveedores de este servicio, siendo la más notable Catherine Lepère, quien afirmó que recibía a sus clientes por mediación de La Voisin, la cual los recomendaba, percibiendo a cambio la mayoría de los beneficios en concepto de honorarios.
Marie Bosse afirmó que los fetos que habían sido objeto de aborto en embarazos de gestación avanzada habían sido quemados en un horno en casa de La Voisin, siendo los restos enterrados posteriormente en el jardín. No obstante, debido a que Luis XIV dio la orden de que la práctica de abortos de La Voisin no fuese investigada, esta parte de su negocio resulta desconocida, no pudiendo probarse las afirmaciones vertidas por Marie Bosse al no haber sido investigadas.

### Adivina
La Voisin dijo posteriormente, acerca de su profesión como adivina, que había empleado y desarrollado lo que Dios le había otorgado.  Afirmó que le había sido enseñado el arte de la adivinación a los nueve años y que, tras la ruina de su esposo, decidió sacar provecho de sus conocimientos. Desarrolló su arte mediante el estudio de métodos modernos de fisiología y la capacidad de leer el futuro de sus clientes a través del estudio de sus rostros y sus manos.
Invirtió una gran cantidad de dinero con el fin de crear una atmósfera con la que hacer que sus clientes se inclinasen más a creer sus profecías: por ejemplo, poseía una túnica de terciopelo rojo carmesí bordada con águilas de oro, valorada en 1500 libras.
En 1665 o 1666, sus dotes para la adivinación fueron cuestionadas por la Orden de San Vicente de Paúl, defendiéndose La Voisin de forma exitosa ante los profesores de la Universidad de la Sorbona,  permitiéndosele continuar con sus prácticas.

### Brujería
Su negocio como adivina terminó convirtiéndose en un negocio de magia negra. Durante su actividad como adivina, notó similitudes entre los deseos de sus clientes: todos querían que alguien se enamorase de ellos; que alguien muriese para poder heredar; o que sus cónyuges muriesen para poder volver a casarse.
La Voisin decidió sacar provecho de sus clientes ofreciendo servicios de magia negra para hacer sus deseos realidad.  Al principio, advirtió a sus clientes que sus deseos solo se harían realidad si eran voluntad de Dios. Después, empezó a recomendarles llevar a cabo algún tipo de acción para lograr su objetivo. Estas acciones consistían, al principio, en visitar la iglesia de algún santo en particular; entonces empezaba a vender amuletos y, gradualmente, a recomendar más objetos mágicos y rituales de varias clases.
Finalmente, su recomendación más radical y, a la vez costosa, era la misa negra, durante la cual los clientes podían rezar a Satán para que sus deseos se cumpliesen.  En algunas de estas misas, una mujer era situada frente al altar, sobre el cual había un cuenco; un bebé era sostenido encima del cuenco y su sangre empleada para llenarlo. En algunas ocasiones el bebé era asesinado en ese momento mientras que, en otras, ya estaba muerto.
Tuvo numerosos colaboradores en la organización de sus servicios de magia negra, destacando Adam Lesage, el cura Étienne Guibourg y el abate Mariotte, siendo estos dos últimos quienes oficiaban las misas negras.

### Envenadora
La Voisin dio un paso más y empezó a vender afrodisíacos para aquellos que deseaban que alguien se enamorase de ellos, y venenos mortales para aquellos que deseaban la muerte de alguien.
El arte del envenenamiento se había convertido en una ciencia regular en la época, habiendo sido perfeccionada, en parte, por Giulia Tofana, una envenenadora profesional italiana, solo unas décadas antes. La Voisin proveyó a sus clientes de una amplia variedad de venenos, además de contar con una red de distribuidores que trabajaban para ella.

### Relación con Madame de Montespan

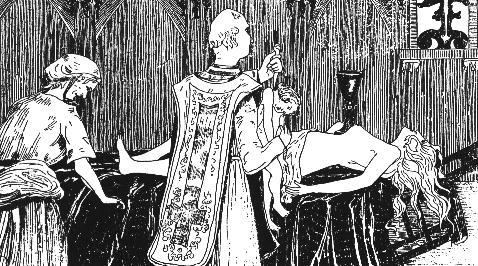
Catherine Monvoisin y el cura Étienne Guibourg realizando una misa negra para Madame de Montespan (tumbada en el altar) en un grabado de 1895, por Henry de Malvost.

De los clientes de La Voisin, la más importante fue Madame de Montespan, amante oficial de Luis XIV de Francia. Al parecer, Montespan contrató a La Voisin en 1667 para llevar a cabo una misa negra. Esta misa fue celebrada en una casa en la rue de la Tannerie. Adam Lesage y el abate Mariotte oficiaron la misa, mientras Madame de Montespan rezaba para conseguir el amor del rey.  Ese mismo año, Montespan se convirtió en la amante oficial del Luis XIV, contratando a partir de entonces los servicios de La Voisin cada vez que tenía problemas con el rey.
En 1673, cuando el interés del rey por Madame de Montespan parecía empezar a decaer, ésta contrato de nuevo a La Voisin, quien llevó a cabo varias misas negras oficiadas por Étienne Guibourg. En al menos una ocasión, Montespan fungió como la mujer del altar durante la misa. La Voisin proveyó a Madame de Montespan de un afrodisíaco, el cual esta última administró al rey. Durante la aventura de Luis XIV con Madame de Soubise, Montespan utilizó un afrodisíaco proporcionado por una asociada de La Voisin, Françoise Filastre,  elaborado a su vez por Louis Galet en Normandía.
En 1677, Montespan dejó claro que si el rey la abandonaba, haría que lo matasen. Cuando el rey inició una relación con María Angélica de Fontanges en 1679, Montespan pidió a La Voisin que matase a ambos. En un principio, La Voisin no estaba convencida, pero terminó accediendo a acabar con el rey y su nueva amante.  En casa de su colaboradora, Catherine Trianon, La Voisin elaboró un plan para matar al rey junto a Trianon, Bertrand y Romani, siendo este último prometido de su hija.
El 5 de marzo de 1679, La Voisin visitó la corte real en Saint-Germain llevando consigo una petición al rey. No obstante, aquel día Luis XIV recibió demasiadas peticiones, las cuales no atendió, lo que frustró los planes de La Voisin. Tras su retorno a París, entregó la petición a su hija, Marguerite Monvoisin, ordenándole quemarla. Al día siguiente, La Voisin tenía planeado visitar a Catherine Trianon tras asistir a misa, con el fin de planear un nuevo atentado contra Luis XIV.

### Arresto
La muerte de la cuñada del rey, la duquesa de Orleans, había sido falsamente atribuida a un envenenamiento. Esto, sumado a los crímenes de Madame de Brinvilliers (ejecutada en 1676), aún recientes en la mente del público, provocó una oleada de acusaciones de brujería.
En 1677, la adivina Magdelaine de La Grange había sido arrestada por envenenamiento. Los arrestos de Marie Bosse y Marie Vigoreaux en enero de 1679 habían sacado a la luz la existencia de una red de adivinos en París que se dedicaba a la distribución de veneno.
El 12 de marzo de 1679, La Voisin fue detenida a su salida de Notre-Dame de Bonne-Nouvelle, justo antes de su encuentro con Catherine Trianon.

### Investigación
La Voisin fue encarcelada en Vincennes, donde fue interrogada. El 27 de diciembre de 1679, Luis XIV emitió una orden por la cual toda la red de distribuidores de veneno debía ser eliminada sin importar rango, sexo o edad. Al arresto de La Voisin siguieron los de su hija Marguerite Monvoisin, Guibourg, Lesage, Bertrand, Romani y el resto de colaboradores.
La Voisin no llegó a ser torturada, si bien existía una orden que otorgaba permiso para torturarla, la cual nunca llegó a ser efectuada.  La razón, al parecer, habría sido el temor a que La Voisin revelase la identidad de personas influyentes si era sometida a tortura.  A pesar de su alcoholismo, no se le restringió el acceso a alcohol, permaneciendo en estado de ebriedad durante los interrogatorios.  Sus enfrentamientos con otros acusados, particularmente con Adam Lesage y Marie Bosse, resultaron especialmente efectivos. Al principio declaró que había recomendado a todos aquellos que deseaban adquirir veneno acudir a Marie Bosse. En marzo, no obstante, nombró a  Marguerite Leferon y a Françoise de Dreux como clientas suyas, admitiendo el día 10 de octubre haber ofrecido sus servicios a miembros de la corte real.
La Voisin nunca mencionó a Madame de Montespan durante los interrogatorios, pues temía ser ejecutada por regicidio si confesaba el intento de asesinato del rey.  Hechos importantes tales como su lista de clientes, la celebración de misas negras, su relación con Madame de Montespan y el intento de asesinato del rey no fueron revelados hasta después de su muerte.

### Juicio y ejecución
El 17 de febrero de 1680, La Voisin fue juzgada, siendo condenada dos días después a morir en la hoguera por brujería. Los días siguientes al veredicto fue interrogada de nuevo, esta vez bajo tortura, constando en el documento oficial que la condenada llegó a suplicar clemencia,  si bien Gabriel Nicolas de la Reynie afirmó que La Voisin nunca llegó a ser torturada. Madame de Sévigné, quien vio a La Voisin poco antes de su ejecución, declaró que era capaz de moverse con libertad y que tenía un aspecto saludable, por lo que no parece posible que hubiese sido sometida a tortura.
La Voisin fue ejecutada en la Place de Grève, en París, el 22 de febrero de 1680. Durante el trayecto hasta el lugar de ejecución, La Voisin empujó al cura que iba con ella. Tras ser conducida rápidamente a la hoguera, La Voisin empezó a retirar desesperadamente el heno amontonado en torno a la pira.
En julio, su hija Marguerite reveló la relación de su madre con Madame de Montespan, la cual fue confirmada por los otros acusados. Esto provocó que el Rey cerrase la investigación, sellase los testimonios y encerrase a los restantes acusados bajo una lettre de cachet.